# René de Chazet
René André Polydore Balthazar Alissan de Chazet (Parigi, 23 ottobre 1774 – Parigi, 23 agosto 1844) è stato un drammaturgo, poeta e saggista francese.

## Biografia
Ha accompagnato in Italia l'ambasciatore di Napoli Mackau dal 1792 al 1797. Al ritorno, si è fatto conoscere come giornalista e drammaturgo, lavorando con numerosi collaboratori, tra i quali spicca il nome di Charles-Augustin Sewrin. Le sue pièces sono state rappresentate nei principali teatri di Parigi.
Ha svolto intensa attività saggistica, soprattutto su questioni di attualità, è inoltre autore di discorsi celebrativi. Nel 1808 ha presentato all'Académie française il suo Eloge de Pierre Corneille, all'interno del concorso annuale di Eloquenza e Poesia: nella competizione (vinta da Victorin Fabre) ha conseguito la menzione d'onore.

## Opere

### Teatro
- 1793: La Ruse villageoise, opéra-comique in 1 atto, in prosa e in vaudevilles;
- 1797: Arlequin journaliste, commedia in un atto, in prosa e in vaudevilles, con Emmanuel Dupaty e Jean-Baptiste Mardelle;
- 1797: Il faut un état, ou La revue de l'an six, in un atto, in prosa, e in vaudevilles, con Jean-Michel-Pascal Buhan e François-Pierre-Auguste Léger;
- 1797: Les français à Cythère, vaudeville, con Auguste Creuzé de Lesser e Dupaty;
- 1798: Le Déménagement du salon, ou le Portrait de Gilles, commedia-parade in 1 atto e in vaudevilles, con Noël Aubin, Dupaty e Léger;
- 1799: La journée de Saint-Cloud, ou Le dix-neuf brumaire, divertissement-vaudeville in 1 atto e in prosa, con Armand Gouffé e Léger;
- 1799: Champagnac et Suzette, commedia-vaudeville in 1 atto;
- 1799: Le Buste de Préville, impromptu in 1 atto e in prosa, con Dupaty;
- 1799: Il faut un état, proverbe in 1 atto, con Léger;
- 1800: Finot ou l'Ancien portier de M. de Bièvre, proverbe archi-bête in 1 atto, con Gassicourt;
- 1800: Racine ou la Chute de Phèdre, commedia in 2 atti e in versi, con vaudevilles, con Sewrin;
- 1800: La Porte est fermée, vaudeville in un atto, con Guillaume Lévrier-Champrion;
- 1801: L'Hôtel garni, ou la Revue de l'an IX, commedia-vaudeville in 1 atto, con Michel Dieulafoy;
- 1801: La Revue de l'an huit, suite de la Revue de l'an six, commedia-vaudeville in 1 atto, con Dieulafoy e Gouffé;
- 1801: Philippe le Savoyard, ou l'Origine des ponts-neufs, divertissement in 1 atto, in prosa e in vaudevilles, con Georges-Louis-Jacques Duval e Armand Gouffé;
- 1801: Le joueur d'échecs, vaudeville in un atto, con Benoît-Joseph Marsollier des Vivetières;
- 1802: 11, 76, 88, ou le Terne de Gonesse, vaudeville in un atto e in prosa, con Dieulafoy e Jean-Baptiste Dubois e de Chazet;;
- 1802: Le Concert aux Champs-Élysées, vaudeville in 1 atto, con A.-M. Lafortelle;
- 1802: Le Salomon de la rue de Chartres ou les Procès de l'an dix, vaudeville in 1 atto, con J-B Dubois;
- 1802: La Première nuit manquée, ou Mon tour de garde, commedia-vaudeville in 1 atto, con Dupaty;
- 1802: Molière chez Ninon, ou La lecture de Tartufe, commedia in 1 atto e in versi con J-B Dubois;
- 1802: Le Mariage de Nina-Vernon, suite de la Petite ville, et des Provinciaux à Paris, commedia in 1 atto e in prosa, con Dieulafoy e J-B Dubois;
- 1802: Un tour de jeune homme, anecdote in 1 atto, con Léger;
- 1803: Le mot de l'énigme, vaudeville in 1 atto, con Marc-Antoine Madeleine Désaugiers e A.-M. Lafortelle;[2]
- 1803: L'Amour et l'argent, ou le Créancier rival, commedia in 1 atto, in prosa e in vaudevilles, con A.-M. Lafortelle e Désaugiers;
- 1803: Le Portrait de Juliette, vaudeville in 1 atto, con Dupaty;
- 1803: Cassandre aveugle, ou le Concert d'Arlequin, commedia-parade in 1 atto e in vaudevilles, con Théophile Marion Dumersan e Charles-François-Jean-Baptiste Moreau de Commagny
- 1803: Le Vin, le jeu et les femmes, ou les Trois défauts, commedia in 1 atto, con vaudevilles;
- 1804: L'Amant soupçonneux, commedia in 1 atto, in versi, con A.-M. Lafortelle;
- 1804: Caponnet, ou l'Auberge supposée, vaudeville in 1 atto, con Francis baron d'Allarde;
- 1804: L'École des Gourmands, vaudeville in 1 atto, con Francis d'Allarde e A.-M. Lafortelle;
- 1804: Ossian cadet, ou les Guimbardes, parodie des Bardes , vaudeville in 3 atti, con Dupaty e Moreau de Comagny;
- 1804: Folie et raison, commedia in 1 atto, con Sewrin;
- 1804: Le Médecin de Palerme, commedia in 1 atto e in vaudevilles, con Sewrin;
- 1804: L'hôtel de Lorraine, proverbe in 1 atto, con A.-M. Lafortelle;
- 1804: La Leçon conjugale, ou l'Avis aux maris, commedia in 3 atti e in versi, con Sewrin;
- 1804: Les Vélocifères, commedia-parade in 1 atto, con vaudevilles, con Moreau de Commagny;
- 1804: Deux pour un, commedia in 1 atto e in vaudevilles, con Francis d'Allarde;[3]
- 1804: L'Hôtel de Lorraine, ou la Mine est trompeuse, in 1 atto, con Francis d'Allarde e Lafortelle
- 1805: La fille jokey, vaudeville in 1 atto, con A.-M. Lafortelle;
- 1805: Janvier et Nivôse, étrennes in vaudeville, con Sewrin;
- 1805: La Laitière de Bercy, commedia aneddotica in 2 atti, in prosa e in vaudevilles, con Sewrin;
- 1805: M. de Largillière, ou Mon Cousin de Dreux, commedia in 1 atto, con Sewrin;
- 1806: Les petites marionnettes ou La loterie, commedia in 1 atto, in prosa e in vaudevilles, con Sewrin;
- 1806: Roquelaure, commedia in 1 atto, con vaudevilles;
- 1806: Monsieur Giraffe, ou La mort de l’ours blanc, vaudeville in 1 atto, con Auguste-Mario Coster, Désaugiers, Georges Duval, Francis d'Allarde, Jean-Toussaint Merle, Moreau de Commagny, André-Antoine Ravrio e Joseph Servières;
- 1806: La Belle hôtesse, commedia in 1 atto, con vaudevilles, con Léger;
- 1806: La Petite métromanie, commedia in 1 atto, in prosa e in vaudevilles
- 1806: Les Petites marionnettes, ou la Loterie, commedia in 1 atto, in prosa e in vaudevilles;
- 1806: Mademoiselle Gaussin, commedia in 1 atto, con vaudevilles;
- 1806: Dubelloy, ou les Templiers, vaudeville in 1 atto, con A.-M. Lafortelle;
- 1806: Le Politique en défaut, commedia in 1 atto e in versi, con Sewrin;
- 1806: La Duègne et le valet, commedia in 2 atti e in vaudevilles, con Sewrin;
- 1806: Lundi, mardi et mercredi, ou Paris, Melun et Fontainebleau, commedia in 3 giornate e in vaudevilles, con Sewrin;
- 1806: Le Chemin de Berlin, ou Halte militaire, divertissement-impromptu con vaudevilles, con Sewrin;
- 1807: La famille des lurons, vaudeville in 1 atto, con Sewrin;
- 1807: La famille des innocents ou Comme l'amour vient, commedia in 1 atto, con Sewrin;
- 1807: Pauvre Jacques, vaudeville, con Sewrin;
- 1807: La Guerre et la paix, commedia in 3 atti;
- 1807: L'Impromptu de Neuilly, divertissement in 1 atto;
- 1807: Romainville, ou la Promenade du dimanche, vaudeville sbarazzino in 1 atto, con Sewrin;
- 1807: L'Intrigue in l'air, commedia in 1 atto, con vaudevilles, con Sewrin;
- 1807: François Ier, ou la Fête mystérieuse, opéra-comique in 2 atti, con Sewrin, musica di Rodolphe Kreutzer;
- 1807: La Journée aux enlèvemens, commedia in 2 atti, in prosa, e in vaudevilles, con Sewrin;
- 1807: La Ligue des femmes ou le Roman de la rose, commedia aneddotica in 1 atto, in prosa mista a vaudevilles, con Maurice Ourry;
- 1808: Les attours à l'épreuve, vaudeville in episodi in 1 atto, con Sewrin;
- 1808: Les Bourgeois campagnards, commedia in 1 atto e con vaudevilles, con Sewrin;
- 1808: Le Mari juge et partie, commedia in 1 atto e in versi, con Ourry;
- 1808: La Comédie au foyer, épilogue en vaudevilles, rappresentata per l'inaugurazione del teatro di S. M. l'Imperatrice e regina al Teatro dell'Odéon;[4]
- 1808: Habits, vieux galons, commedia in 1 atto e con vaudevilles, con Sewrin;
- 1808: Ordre et désordre, commedia in 3 atti e in versi, con Sewrin;
- 1809: A bas Molière, commedia in 1 atto, con vaudevilles;
- 1809: M. Asinard ou Le Volcan de Montmartre, folie in 1 atto, con Ourry;
- 1809: La Leçon de l'oncle, ou Il était tems !, commedia in 1 atto e in prosa, con vaudevilles, con Sewrin;
- 1809: L'Écu de six francs, ou l'Héritage, commedia in 1 atto e in prosa, con Sewrin;
- 1809: Le Caporal Schlag, ou la Ferme de Muldorf, pièce in 1 atto, con Sewrin;
- 1809: Le fils par hasard, ou Ruse et folie, commedia in 5 atti, in prosa, con Ourry;
- 1810: Les baladines, folie in 1 atto, in prosa, con distici;
- 1810: Les Commères, ou la Boule de neige, commedia in 1 atto e in prosa, con vaudevilles, con Sewrin;
- 1810: Les Commissionnaires, ou Récompense honnête, commedia in 1 atto e in prosa, con Ourry;
- 1810: La Cendrillon des écoles, ou le Tarif des prix, commedia-vaudeville in 1 atto, in prosa, con J-B Dubois;
- 1810: Le Jardinier de Schoenbrunn, ou le Bouquet de noces, commedia;
- 1810: Le Mai d'amour, ou le Rival complaisant, commedia in 1 atto e in prosa, con Ourry;
- 1810: Monsieur Grégoire ou Courte et bonne, vaudeville in 1 atto, con Merle e Joseph Desessarts d'Ambreville;[5]
- 1810: Coco Pépin, ou la Nouvelle année, étrennes in 1 atto, con vaudevilles, con Sewrin;
- 1810: La Double méprise, commedia in un atto, in prosa;
- 1810: La Fête du château, bouquet in vaudevilles;
- 1811: Le Billet de loterie, commedia in un atto, con Léger;
- 1811: Les Hommes femmes, folie in 1 atto con Ourry;
- 1811: Les Orgues de Barbarie, commedia in 1 atto e in prosa, con Sewrin;
- 1811: L'Officier de quinze ans, divertissement in 1 atto;
- 1811: La Grande famille, ou la France in miniature, divertissement in 1 atto e in vaudevilles;
- 1811: Le Chantier de Saardam, ou l'Impromptu hollandais, divertissement;
- 1812: La Famille mélomane, commedia in 1 atto, con Ourry;
- 1812: Je m'émancipe, commedia-vaudeville in un atto, con J-B Dubois;
- 1812: Les Filles à marier, ou l'Opéra de Quinault, commedia in 1 atto, con Antoine Simonnin;
- 1813: La Ci-devant jeune femme, commedia in 1 atto, con Simonnin;
- 1813: Les Poètes in voyage, ou le Bouquet impromptu, vaudeville in 1 atto, con Marc-Antoine Désaugiers;
- 1814: Bayard à Mézières, opéra-comique in 1 atto, con Emmanuel Dupaty;
- 1814: Lecoq, ou les Valets in deuil, commedia in 1 atto, con Simonnin;
- 1814: La Cabale au village, commedia in 1 atto, con Simonnin;
- 1815: La Batelière du Loiret, commedia in 1 atto, con vaudevilles, con Ourry;
- 1816: Chacun son tour, ou l'Écho de Paris, divertissement in vaudevilles, con Marc-Antoine Désaugiers e Michel-Joseph Gentil de Chavagnac;
- 1817: Les deux Macbeth impromptu;
- 1817 ca.:Bayard à Mézières, opèra-comique in 1 atto, libretto con Dupaty, musica di Luigi Cherubini;[6]
- 1818: Les Femmes officiers, ou Un jour sous les armes, commedia in 1 atto con vaudevilles, con J-B Dubois;
- 1818: La Statue de Henri IV, ou la Fête du Pont-Neuf, tableau sbarazzino in 1 atto, con Désaugiers, Gentil de Chavagnac e Joseph Pain,
- 1819: M. Partout, ou le Dîner manqué, tableau-vaudeville in 1 atto, con Désaugiers e léger;
- 1819: La robe feuille morte, pièce in 1 atto;
- 1820: Le Berceau du prince, ou les Dames de Bordeaux, à-propos vaudeville in 1 atto, con Brazier, Désaugiers, Jean-Baptiste Dubois e Gentil de Chavagnac;
- 1821: Les Arts rivaux, intermzzo;
- 1821: Un dimanche à Passy, ou M. Partout, tableau-vaudeville in 1 atto, con Désaugiers e Léger;
- 1821: Le concert d'amateurs, commedia in 1 atto, con Brazier;
- 1822: Les Royalistes à la Chaumière;
- 1822: Le Matin et le soir, ou la Fiancée et la mariée, commedia in 2 atti, con Armand d'Artois e Emmanuel Théaulon,
- 1822: L'Écarté, ou Un lendemain de bal, commedia in 1 atto, con vaudevilles, con Jacques-André Jacquelin e Ourry;
- 1823: Le Deux Mai ou la Fête de Saint-Ouen, divertissement in 1 atto;
- 1823: La France et l'Espagne, ou les Deux familles, intermezzo;
- 1823: Les Femmes de chambre, vaudeville in 1 atto, con Sewrin;
- 1824: Le Conciliateur, ou Trente mois de l'histoire de France;
- 1834: La jolie voyageuse ou Les deux Giroux, aneddoto contemporaneo in un atto, con Achille d'Artois e Joseph-Bernard Rosier;
- 1836: Les chansons de Désaugiers, commedia in 5 atti con distici, con Frédéric de Courcy e Théaulon;[7]
- 1836: La Cour des miracles, chronique de 1450, vaudeville in 2 atti (tratto da Notre-Dame de Paris di Victor Hugo), con Jean-Pierre-François Lesguillon e Théaulon;
- 1836: Du Pain et de l'eau, commedia aneddotica in un atto;
- 1837: Charles X, scenetta storica;

### Altre pubblicazioni
- 1800: Éloge de Cailly père, prononcé à la Société des belles-lettres, séante au Palais national des sciences et des arts (par R. de Chazet);[8]
- 1800: La Lyre d'Anacréon, raccolta di romanze, vaudevilles, rondò e ariette;
- 1802: Étrennes à Geoffroy, offertes par Chazet,  in-18°, 36 p.;[9]
- 1805: Éloge de La Harpe par R. Chazet, in-8°, 45 p.;[10]
- 1808: Odes couronnées le 20 janvier à la loge des Neuf-sœurs;
- 1808: Éloge de Pierre Corneille... par René de Chazet,, in-8°, 36 p.[11]
- 1809: Esprit de l'Almanach des Muses depuis sa création jusqu'à ce jour, 2 vol. in-18°;
- 1810: Charles et Emma, ou les Amis d'enfance, con August Lafontaine, 2 vol. in-12°;
- 1812: L'Art de causer, épître d'un père à son fils;
- 1812: Les Russes in Pologne, tableau historique depuis 1762 jusqu'à nos jours;
- 1817: Les Trois Journées, ou Recueil des différens ouvrages que l'auteur a eu l'honneur d'adresser, au nom de la Garde nationale, à Sa Majesté et à S. A. R. Monsieur, pour l'anniversaire des 12 avril et 4 mai 1814 et du 8 juillet 1815;
- 1817: Tableau des élections, depuis 1789 jusqu'en 1816, suivi de Quelques idées sur les élections prochaines;
- 1820: Éloge historique de... Charles-Ferdinand d'Artois, duc de Berry;
- 1820: La nuit et la journée du 29 septembre 1820, ou Détails authentiques de tout ce qui s'est passé le jour de la naissance de monseigneur le duc de Bordeaux;
- 1822: Relation des fêtes données par la ville de Paris et de toutes les cérémonies qui ont eu lieu dans la capitale à l'occasion de la naissance et du baptême de Mgr le duc de Bordeaux;
- 1822: L'Inauguration de la statue de Louis XIV, ode;
- 1824: Louis XVIII à son lit de mort, ou Récit exact et authentique de ce qui s'est passé au château des Tuileries, les 13, 14, 15 et 16 septembre 1824;
- 1829: Des mœurs, des lois et des abus, tableaux du jour;
- 1829: Mémoires posthumes, lettres et pièces authentiques touchant la vie et la mort de Charles-François, duc de Rivière;
- 1837: Mémoires, souvenirs, œuvres et portraits;
- 1840: Eudoxie ou Le meunier de Harlem;
- Hymne à l'amitié, romanza con accompagnamento di pianoforte o arpa, senza data;
- Le Vingt-un janvier, chant funèbre, senza data;
- Vive le roi! ou le chant d'un français, senza data;